# Mount Gavaghan
Mount Gavaghan är ett berg i Antarktis. Det ligger i Östantarktis. Australien gör anspråk på området. Toppen på Mount Gavaghan är 1 525 meter över havet.
Terrängen runt Mount Gavaghan är huvudsakligen platt, men österut är den kuperad. Trakten är obefolkad. Det finns inga samhällen i närheten.